# Кирек (деревня)
Кирек — упразднённая в 1978 году деревня в Томском районе Томской области. Располагалась на территории современного Калтайского сельского поселения. Ныне на территории селения дачный посёлок.

## Географическое положение
Располагалась на высоком берегу озера Кирекское с восточной стороны, в 77 км от Томска, 37 км от Курлека и в 7 км от деревни Берёзовая Речка.

## История
Деревня Кирек основана в 1864 году.
По данным переписи 1926 года деревня имела 54 двора (хозяйств). Ближайшая школа была раньше расположена в 7 км, в соседнем селе Берёзовая Речка.
Входила до 1961 года в Березовореченский сельсовет, с 1961 года в составе Курлекского с/с.
Официально прекращена к учёту как населенный пункт с 24.05.1978

## Население
Основное население — татары.
По переписи 1926 г. в деревне проживало 247 человек, в том числе 118 мужчин, 129 женщин.

## Инфраструктура
- Мечеть

В настоящее время[уточнить] на месте бывшей деревни появились строения дачного типа, которых в 2010 году было уже более 10 дворов. Также вновь выстроена деревянная Кирекская мечеть на том месте, где до 2004 года продолжала стоять старая поселковая мечеть. Новая мечеть возводилась методом народной стройки. На освещение мечети прибыли духовные лица из Томска, Сибирского региона и Турции.